# Daniel Gomez (Fußballspieler)
Daniel Gomez (* 16. März 1979 in Thionville) ist ein ehemaliger französischer Fußballspieler auf der Position eines Stürmers.

## Karriere
Gomez begann seine Karriere beim FC Thionville, für den er bis 1995 spielte und weiter zur Jugend des FC Metz wechselte. Dort spielte er nach seiner Jugendzeit im Reserveteam; zu einem Einsatz für das Profiteam kam er nicht. Zur Saison 2001/02 wechselte er in die zweite belgische Liga zu Royal Excelsior Virton und wurde in seiner ersten Saison bei Virton Torschützenkönig. Im folgenden Jahr verfehlte er mit 22 Toren die Torjägerkrone knapp.
Zur Saison 2003/04 wechselte Gomez nach Deutschland zu Alemannia Aachen, wo er sich schnell in die Stammformation spielte. Am 9. November 2003 wurde Gomez nach dem Spiel gegen Arminia Bielefeld positiv auf Doping getestet. Er hatte Methylprednisolon eingenommen, ohne es anzugeben. Er wurde dafür vom DFB für zwölf Spiele gesperrt.
Von September 2005 bis Juli 2006 spielte Gomez für den Zweitligisten Energie Cottbus, danach wechselte er für ein halbes Jahr zurück nach Frankreich zum FC Metz. Von Februar 2007 bis Juni 2010 spielte er in der niederländischen Eerste Divisie für MVV Maastricht. Nach einer Saison auf Zypern bei Doxa Katokopia (2010/11) stand Daniel Gomez in der Spielzeit 2011/12 in Luxemburg bei Jeunesse Esch und danach beim F91 Düdelingen unter Vertrag. In der Saison 2013/14 wechselte er zum belgischen Verein RFC Messancy und zog Anfang der Saison 2015/2016 weiter zu ROC Meix-devant-Virton. Wiederum nur eine Saison später wechselte Gomez zur RUS Ethe Belmont und beendete dort nach der Spielzeit seine aktive Karriere.

## Auszeichnungen
- Torschützenkönig der belgischen zweiten Liga 2001/02 mit 20 Toren.